# Субтиаба
Субтиаба — мёртвый индейский язык, который был распространён вблизи тихоокеанского побережья Никарагуа. В 1925 году американский лингвист Эдуард Сепир написал статью, основанную на скудных доказательствах, относя субтиаба к гипотетической семье хоканских языков. Другие относили язык к хикакским языкам, однако после работ Ренша (1976 год) и Суареса (1977 год) общепринято относить субтиаба к ото-мангской семье. Когда Сепир писал свою статью, язык уже находился на грани вымирания.